# Cremastus puberulus
Cremastus puberulus är en stekelart som beskrevs av Szepligeti 1899. Cremastus puberulus ingår i släktet Cremastus och familjen brokparasitsteklar. Inga underarter finns listade i Catalogue of Life.